# Smerillo
Smerillo (en dialecte : Smirillu ou Smerillu) est une commune italienne de moins de 1 000 habitants, située dans la province de Fermo, dans la région Marches, en Italie centrale.

## Administration
| Période                                  | Période  | Identité           | Étiquette | Qualité |
| ---------------------------------------- | -------- | ------------------ | --------- | ------- |
| 14 juin 2004                             | En cours | Armandina Paciotti |           |         |
| Les données manquantes sont à compléter. |          |                    |           |         |

### Hameaux
Castorano, Cersola, San Martino al Faggio

### Communes limitrophes
Amandola, Monte San Martino, Montefalcone Appennino